# Tomopteris eschscholtzi
Tomopteris eschscholtzi är en ringmaskart som beskrevs av Greef 1879. Tomopteris eschscholtzi ingår i släktet Tomopteris och familjen Tomopteridae. Inga underarter finns listade i Catalogue of Life.